# Pseuderanthemum interruptum
Pseuderanthemum interruptum är en akantusväxtart som först beskrevs av Carl Sigismund Kunth, och fick sitt nu gällande namn av V.M. Baum. Pseuderanthemum interruptum ingår i släktet Pseuderanthemum och familjen akantusväxter. Inga underarter finns listade i Catalogue of Life.